# Kartoffeln mit Stippe (Fernsehfilm)
Kartoffeln mit Stippe ist die 1990 ausgestrahlte dreiteilige Verfilmung des gleichnamigen, 1979 erschienen autobiographischen Bestsellerromans von Ilse Gräfin von Bredow, der 1979 im Scherz Verlag erschien. Die Filmreihe zeigt auf humorvolle Weise das einfache und harte Leben der gräflichen Familie von Retzlow, die in den späten 1920er Jahren im Havelland in einem Forsthaus lebt.

## Inhalt
Die Handlung schildert episodenhaft die Höhen und Tiefen im Leben der Familie von Retzlow in den späten 1920er Jahren. Hauptfigur ist dabei Ilse, die gemeinsam mit ihren älteren Geschwistern Billi und Vera sowie den Eltern Gertrud und Alfred in einem recht schlichten Forsthaus in einem kleinen Dorf im Havelland wohnt. Die Grafenfamilie lebt von der Forstwirtschaft und Geld ist nicht im Übermaß vorhanden. Zum Hausstand gehören noch das Dienstmädchen Lore und die Köchin Mamsell sowie der Knecht Wenzel und eine Hauslehrerin. Beinahe zur Familie gehört auch Bruno, ein Junge aus dem Dorf, der von seiner alleinerziehenden Mutter großgezogen wird.
Die Erbschaft (Teil 1)
Familie von Retzlow sitzt beim Mittagessen, als Bruno, der recht verwahrloste Sohn der Jungfer Zech, die Post bringt. Darunter ein Schreiben des Amtsgerichts, wonach Gertrud Gräfin von Retzlow 4000 Mark geerbt hat. In der sommerlichen Hitze werden Pläne geschmiedet, wofür das Geld verwendet werden soll. Während Gertrud von einem Telefon träumt, möchte ihr Mann Alfred das Geld gewinnbringend anlegen. Beim Spiel im Wald macht Ilse eine schreckliche Entdeckung. Rüsselkäfer bedrohen den Waldbestand, die Haupteinnahmequelle der Familie. Der einsetzende Regen kann den großen Schaden zwar nicht mehr verhindern, jedoch die Ausbreitung der Tiere stoppen. Zur großen Freude Alfreds stellt seine Frau ihre Erbschaft zur Aufforstung des Waldes zur Verfügung.
Ablenkung bringt der Besuch bei der benachbarten Familie von Warzin. Die ältere Baronin ist alles andere als begeistert, dass die drei Kinder ihre Eltern zum Besuch begleiten. Das Unglück folgt auf dem Fuße, als die drei beim Spiel die Bremse des nagelneuen Wagens von Hans von Warzin, dem Sohn der Baronin, lösen und dieses gegen einen Baum rollt. Trotzdem entwickelt sich der Baron in seinem Übermut mit seinem Automobil zum Schrecken der Landstraße, fährt gar beinahe Jungfer Zech über den Haufen, bevor das Auto nach einem Ausweichmanöver im See versinkt.
Derweil kündigt die Hauslehrerin Fräulein Kleck, nicht zuletzt durch die Schroffheit des Grafen. Per Zug trifft aus Berlin die kultivierte neue Hauslehrerin Fräulein Weber ein, die sich als „Fräulein Grässlich“ durch ihre pikierte Art schnell den Unmut vieler Bewohner erwirbt.
Währenddessen sorgt ein wildernder Hund für Ärger, welcher den Hofhund Möpschen mit anstiftet. Dies nutzt Bruno, um sich an Möpschen zu rächen, da dieser seinen Kater auf den Baum gejagt hatte.
Der geheimnisvolle Wanderhandwerker Blumenthal kommt gerade zur rechten Zeit, da das Dienstmädchen Lore beim Anheizen des Ofens diesen versehentlich zur Explosion bringt. Schnell bahnt sich zwischen dem in Bibelzitaten redenden Mann und Fräulein Weber eine Liebelei an, die Gräfin von Retzlow jedoch zu unterbinden weiß.
Liebe hat viele Gesichter (Teil 2)
Familie von Retzlow besucht gemeinsam mit Bruno und allem Personal das Schützenfest. Dort trifft man auf die von Hornitz, die Familie von Alfreds Schwester, deren arrogante Tochter Didi Zwietracht säht. Währenddessen umwirbt der elegante Emil Panke das Dienstmädchen Lore. Der schöne Tag endet beinahe in einer Katastrophe, als sich ein Sitz des Kettenkarussells löst. Bei dem darinsitzenden Jungen handelt es sich nicht, wie erst angenommen, um Bruno.
Am nächsten Tag der große Schreck: Schäfer Warnecke wurde erschlagen. In all der Aufregung wird Ilse krank, ihr Blinddarm muss im Krankenhaus entfernt werden. Nach ihrer Entlassung teilt man ihr mit, dass Opa Molkenthin der Mörder seines besten Freundes ist. Zum Entsetzen ihrer Eltern wusste dies Ilse bereits von ihrem Freund Otto, Opa Molkenthins Enkel.
Kurz darauf sorgt der Besuch von Familie von Hornitz für Unfrieden im Forsthaus. Sowohl Onkel Karl als auch Cousine Didi sorgen für Ärger. Dem intriganten Mädchen gelingt es in den Besitz einer Spieluhr und beinahe auch des zahmen Küchenhuhns Kücki zu gelangen, was jedoch mit Brunos Hilfe verhindert werden kann.
Emil und Lore verloben sich, sehr zur Enttäuschung des Wanderkrämers Rosenthal. Als die Familie verreist, bleiben Lore und die kranke Ilse zuhause und Emil darf zum Schutz des Hauses über Nacht bleiben. Dies erweist sich als weise Voraussicht, da ein Einbrecher in der Nacht versucht ins Haus zu gelangen. Dabei wird er von Emil angeschossen. Bei dem Einbrecher handelt es sich jedoch um einen alten Komplizen von Emil, welcher sich daraufhin in seiner Fischerkate erhängt.
Es ist nicht alles Gold was glänzt (Teil 3)
Zur Überraschung seiner Frau verpachtet Alfred die Jagd und ein Häuschen an den Bankdirektor Herbert Hasenpflug und seine Gattin Marianne. Während Frau Hasenpflug mit ihrer übergriffigen Art den Dorfbewohnern zusetzt, flüchtet sich ihr Mann auf den Hochsitz, wo er kräftig dem Rotwein zuspricht. Bei Jungfer Zech, die seine Gürtelrose bespricht, findet Herr Hasenpflug eine weitere Zuflucht vor seiner überfürsorglichen Frau. Als er von einer nächtlichen Pirsch nicht zurückkehrt, suchen ihn der Graf und seine Kinder, können ihn aber nur noch tot auf einem Hochsitz finden. Bei der Beerdigung kommt es zum Eklat, als der Superintendent die Witwe Hasenpflug mit Jungfer Zech verwechselt.
Kaum ist Frau Hasenpflug gegangen winkt die nächste Chance auf neue Einnahmen in Form eines eigenen Rennpferds. Beim ersten Rennen erweist sich dieser todsichere Tipp eines alten Bekannten als totaler Reinfall, Goldjunge verliert im ersten Rennen. Glück im Unglück: da Alfred krankheitsbedingt nicht am Rennen teilnehmen kann, schließt Gertrud irrtümlich die Wette auf das Gewinnerpferd Goldregen ab und gewinnt so ein kleines Vermögen.
Nach längerer Suche tritt eine neue Mamsell die Stelle im Forsthaus an. Die Französin Fräulein Scholz ist von der Natur reich bedacht worden und erreget deswegen das Interesse der Männerwelt. Als sie sich mit dem charmanten Kohlenhändler Kalinke einlässt, verliert dieser schlagartig das Interesse, als sich herausstellt, dass es sich bei Mamsells üppiger Oberweite lediglich um ein Kissen handelt.
Im Spätherbst kommt Tante Lili, Gertruds Schwester, zu besuch. In ihrer freigiebigen Art beschenkt die reiche Baronin Familie und Personal reichlich, was zu Spannungen mit Alfred und Gertrud führt. Eine Aussprache zwischen den beiden Schwestern lässt Gertrud nachdenklich über ihre Lebenssituation werden. 

## Produktion und Ausstrahlung
Das Drehbuch verfasste Ilse von Bredow selbst. Durch ein Dienstleistungsabkommen mit den DEFA-Studios war es möglich ab August 1989 am Ort der Handlung, im Havelland, zu drehen. Die politischen und wirtschaftlichen Gegebenheiten in der DDR wirkten sich dabei erschwerend auf die Dreharbeiten aus. Als hilfreich erwiesen sich die Einwohner vor Ort, welche teilweise auch als Statisten auftraten. Die Innenaufnahmen wurden ab dem 31. Oktober 1989 in den Studios der Unionfilm in West-Berlin gedreht. Letzte Außenaufnahmen erfolgten ab dem 27. November 1989, somit nach dem Mauerfall, wieder im Havelland.
Die Erstausstrahlung des ersten Teils war am 27. Dezember 1990 im ZDF, die weiteren Teile folgten am 28. und 30. Dezember. Eine in sechs Episoden gegliederte Fassung wurde im April und Mai 1993 gesendet.

## Drehorte
Der als Kulisse des Forsthauses dienende Gutshof befindet sich in Seelensdorf, wo auch weitere Szenen gedreht wurden. Das Dorfpanorama im Vorspann zeigt das nahe Pritzerbe. Während die mehrfach gezeigte Dorfkirche in Gräningen steht, wurden die Innenaufnahmen von der Beerdigung des Direktor Hasenpflugs in der Kirche von Görne gedreht. Dieses Dorf hat enge Beziehungen zur Familie von Bredow. Beim Schloss der Baronin von Warzin handelt es sich um das Gutshaus von Schloss Schwante. Das Krankenhaus steht in Potsdam-Babelsberg und beherbergt heute die Oberlin Förderschule.

## Unterschiede zum Buch
Der Inhalt der Serie folgt im Wesentlichen der umfangreicheren Buchvorlage, wobei einzelne Textpassagen in anderem Kontext auftauchen. Reihenfolge und Inhalt der einzelnen Handlungsepisoden variieren teils stark. Im Buch ist Vera deutlich jünger als Billi, der schon ein Internat besucht. Der Knecht Wenzel erscheint im Film wesentlich positiver als im Buch, wo er als unfreundlicher Mensch mit finsterer Vergangenheit charakterisiert wird und mit Ilse auf Kriegsfuß steht. Im Buch trägt Bruno eine Offiziersmütze, während er im Film die Mütze eines einfachen Soldaten trägt. Wird im Film die Jagd an einen Bankdirektor verpachtet, ist es im Buch ein Professor, dessen Gattin erst mit der Gräfin befreundet ist, bis Alfred offenbar eine Affäre mit der Professorengattin anfängt. 

## Sonstiges
Bei dem namensgebenden Gericht handelt es sich um Pellkartoffeln mit Specksoße, welches zur damaligen Zeit in der Region ein typisches, preisgünstiges Essen war.
Klausjürgen Wussow (Hans von Warzin) und Karin Hardt (Frau Baronin) spielten beide in der Schwarzwaldklinik.
Viktoria Gottlieb (Didi) ist die Tochter von Franz Josef Gottlieb, dem Regisseur des Films.
Die gezeigte Dampflokomotive 74 1230 ist heute noch erhalten.